# Cantó de Sant Romieg de Provença
El cantó de Sant Romieg de Provença és un cantó francès del departament de les Boques del Roine, situat al districte d'Arle. Té 5 municipis i el cap és Sant Romieg de Provença.

## Municipis
- Baus
- Malhana
- Maussana deis Aupilhas
- Lo Parador
- Sant Romieg de Provença

| Data d'elecció                           | Identitat       | Partit | Qualitat |
| ---------------------------------------- | --------------- | ------ | -------- |
| 1967-1985                                | M. Richaud      | PCF    |          |
| 1985-1998                                | Serge Pampaloni | UDF    |          |
| 1998-                                    | Hervé Chérubini | PS     |          |
| les dades anteriors no són pas conegudes |                 |        |          |